# Dunham-on-the-Hill and Hapsford
Dunham-on-the-Hill and Hapsford är en civil parish i Cheshire West and Chester i Cheshire i England. Det inkluderar Hapsford och Morley Bridge. Skapad 1 april 2015.